# 드레지
드레지(Dredg)는 미국 캘리포니아주 로스가토스(Los Gatos) 출신 록 밴드이다.

## 멤버
- 개빈 헤이스(Gavin Hayes) - 보컬, 슬라이드 기타
- 드루 룰렛(Drew Roulette) - 베이스
- 마크 엥글스(Mark Engles) - 기타
- 디노 캄파넬라(Dino Campanella) - 드럼, 피아노

## 음반 목록

### 정규 음반
- 《Leitmotif》(1999년, 2001년 재발매)
- 《El Cielo》(2002년)
- 《Catch Without Arms》(2005년)
- 《The Pariah, the Parrot, the Delusion》(2009년)